# Herb Gołdapi
Herb Gołdapi – jeden z symboli miasta Gołdap i gminy Gołdap w postaci herbu.

## Wygląd i symbolika
Herb jest podzielony na dwie części w skos. W heraldycznie lewej górnej części na białym (srebrnym) polu znajduje się czerwony orzeł branderburski z widoczną głową zwróconą w prawo, dwoma skrzydłami i jedną nogą. Na piersi orła widnieje srebrna litera „S”. Oko orła jest w kolorze srebrnym z czarną źrenicą. Dziób, język, szpony i elementy ozdobne na skrzydłach 9 trójlistne kończyny są w kolorze złotym. Pióra skrzydeł u swej podstawy podzielone są czarnymi promieniami zwężającymi się ku wierzchołkom. W prawej dolnej części widnieje czteropolowa tarcza w kolorach czarnym i białym (srebrny). Herb otoczony jest czarną bordiurą.
Litera „S” to inicjał od Sigismundus – imienia króla Zygmunta Augusta, zwierzchnika lennego Alberta Fryderyka. Czarno-białe pola nawiązują do herbu Hohenzollernów.

## Historia
Herb miasto otrzymało od margrabiego branderburskiego Albrechta Fryderyka w 1570 r. Stąd też w prawej dolnej części herbu miasta jest czarno–biały (srebrny) herb rodowy i w lewej górnej – orzeł brandenburski. Herb widnieje na szeregu pieczęci miejskich, na których litera królewska często zanika, a czasem zastępowana jest literą „F”.